# Dubnobasswithmyheadman
dubnobasswithmyheadman è il terzo album in studio del gruppo musicale britannico Underworld, pubblicato il 24 gennaio 1994.
È l'album in cui il gruppo cambia completamente sonorità passando da quella Synthpop dei primi due a quella Techno e Progressive house ed è anche il primo album che vede la presenza di Darren Emerson (fino al 2000).

## Tracce
Testi e musiche di Hyde, Smith, eccetto dove indicato.
1. Dark & Long – 7:35
2. Mmm Skyscraper I Love You – 13:08 (Emerson, Hyde, Smith)
3. Surfboy – 7:33 (Emerson, Hyde, Smith)
4. Spoonman – 7:41
5. Tongue – 4:50
6. Dirty Epic – 9:55
7. Cowgirl – 8:29
8. River of Bass – 6:26
9. M.E. – 7:08